# Уго Кальдерано
Уго Кальдерано (нар. 22 червня 1996) — бразильський настільний тенісист. Чемпіон Панамериканських ігор 2015 року, багаторазовий чемпіон Латинської Америки, володар Кубка Латинської Америки 2016 року, чемпіон Бразилії 2017 року з настільного тенісу. Він є першим будь-коли гравцем з Латинської Америки, який увійшов до першої десятки рейтингу ITTF серед чоловіків в одиночному розряді.

## Кар'єра гравця
Починаючи з 2014 року спортсмен грає в німецькій Бундеслізі у складі команди «TTF Liebherr Ochsenhausen». У липні 2018 року Уго Кальдерано вперше увійшов до першої десятки рейтингу ITTF. На початку 2019 року став володарем Кубка Німеччини з настільного тенісу 2018-19 у складі «TTF Liebherr Ochsenhausen».